# Gérald Bastide
Pour les articles homonymes, voir Bastide.
Pas d'image ? Cliquez ici

a Compétitions nationales et continentales officielles uniquement.

b Matchs officiels uniquement.
Dernière mise à jour le 2 décembre 2015.
Gérald Bastide, né le 7 septembre 1973 à Béziers (Hérault), est un ancien joueur de rugby à XV français, et désormais entraîneur. Il a joué dans les clubs de Perpignan, Montpellier, Grenoble et Arras au poste d'arrière.

## Biographie
Il joue successivement dans les clubs français de l'USA Perpignan de 1996 à 1997, du Montpellier HR de 1997 à 1998, puis il retourne à l'USA Perpignan de 1998 à 1999, avant de signer pour  deux saisons au FC Grenoble, qui fait partie des 6 clubs français qualifiés en coupe d'Europe.
Il reste deux ans au FCG de 1999 à 2001.
Il termine sa carrière au RC Arras de 2002 à 2006, avant d'en devenir l'entraîneur durant les deux saisons suivantes.
Il est titulaire au poste d'arrière lors de la finale de championnat de France 1998 avec l'USA Perpignan contre le Stade français Paris. Les Catalans s'inclinent 34 à 7.
En 2003, il devient cadre technique régional en Picardie détaché par le Ministère des Sports et de la Jeunesse
En 2008, il devient cadre technique national et prend en charge le pôle France. En 2012, il est nommé entraîneur des arrières de l'équipe de France des moins de 20 ans auprès du nouveau manager Fabien Pelous.
En 2015, il est nommé entraîneur spécialiste de la défense de l'équipe de France auprès du nouveau sélectionneur Guy Novès. Le 27 décembre 2017, le président de la Fédération française de rugby, Bernard Laporte, annonce que Guy Novès et ses adjoints, Yannick Bru et Jean-Frédéric Dubois, sont limogés à cause des mauvais résultats du XV de France. Gérald Bastide est également démis de ses fonctions mais reste conseiller technique national au sein de la fédération.
En 2019, il se met en disponibilité de son rôle au sein de la FFR pour revenir dans son club de cœur, l'USA Perpignan, en tant qu'entraîneur responsable de la défense et de la technique individuelle.

## Carrière

### En club

#### Joueur
- 1996-1997 : USA Perpignan
- 1997-1998 : Montpellier HR
- 1998-1999 : USA Perpignan
- 1999-2002 : FC Grenoble
- 2002-2006 : RC Arras

#### Entraîneur
- 2006-2008 : RC Arras
- 2007 : France Féminines A
- 2012-2015 :  France -20 - Entraîneur des arrières
- 2015-2017 :  France - Entraîneur de la défense
- À partir de 2019 : USA Perpignan - Entraîneur de la défense et de la technique individuelle

## Palmarès

### Entraîneur
- 2008 : Champion de France de Fédérale 2
- Grand Chelem dans le Tournoi des Six Nations des moins de 20 ans 2014